# Chhayachhetra
Chhayachhetra – gaun wikas samiti w zachodniej części Nepalu w strefie Rapti w dystrykcie Salyan. Według nepalskiego spisu powszechnego z 2011 roku liczył on 1302 gospodarstwa domowe i 5697 mieszkańców (3186 kobiet i 2511 mężczyzn).